# The Struggle (film 1912)
The Struggle è un cortometraggio muto del 1912. Il nome del regista non viene riportato nei credit.

## Trama
Scontata una condanna di due anni per falso, Howard Peyton vorrebbe rifarsi una vita onesta. A New York, riesce a farsi assumere da Arthur Jamieson, un importatore, ma viene ricattato da Grafton, un truffatore che vuole servirsi di lui per una frode. Olive, la moglie di Howard, sventa i maneggi del manigoldo andando direttamente da Jamieson a confessargli i trascorsi del marito. Così, quando Grafton denuncia Howard come un ex detenuto, Jamieson - che è rimasto ammirato dal coraggio di Olive - scaccia Grafton, minacciandolo di arresto. Finalmente liberi, Howard e Olive iniziano una nuova vita.

## Produzione
Il film fu prodotto dalla Vitagraph Company of America.

## Distribuzione
Distribuito dalla General Film Company, il film - un cortometraggio in una bobina - uscì nelle sale cinematografiche statunitensi il 19 febbraio 1912.